# Mediaskare Records
Mediaskare Records – niezależna amerykańska wytwórnia płytowa specjalizująca się w gatunkach takich jak hardcore i heavy metal. Założona przez Barona Bodnara z siedzibą w Los Angeles, Kalifornia. Wytwórnia ma podpisane kontrakty z takimi wybitnymi zespołami, jak As Blood Runs Black czy Silent Civilian.
W lutym roku 2008, ogłoszono, iż Mediaskare zostało partnerem wytwórni Century Media. Układ obejmuje nowy marketing i dystrybucje dla artystów Mediaskare.

## Lista artystów
- A Breath Before Surfacing
- Ambush!
- As Blood Runs Black
- Betrayal
- Blind Witness
- Blood Stands Still
- Burning The Masses
- The Demonstration
- Endwell
- Exotic Animal Petting Zoo
- Hundredth
- King Conquer
- Lose None
- Martyrdom
- Murder Death Kill
- The Ghost Inside
- The Miles Between
- Silent Civilian
- Sovereign Strength
- Suffokate
- Ugly Colors

## Byli artyści
- Belay My Last
- Take Vengeance
- With Dead Hands Rising